# Моймакко
Моймакко (итал. Moimacco) —  коммуна в Италии, располагается в регионе Фриули-Венеция-Джулия, в провинции Удине.
Население составляет 1622 человека (2008 г.), плотность населения составляет 142 чел./км². Занимает площадь 12 км². Почтовый индекс — 33040. Телефонный код — 0432.
В коммуне 15 августа особо празднуется Успение Пресвятой Богородицы.

## Демография
Динамика населения:

## Администрация коммуны
- Официальный сайт: https://web.archive.org/web/20080724093637/http://www.moimacco.com/